# Волоколамское шоссе (автодорога)
Волоколамское шоссе — автодорога в западной части Московской области, от Москвы до Волоколамска, протяжённостью 118,1 км. Является продолжением одноимённой московской улицы, от городского района Митино, проходит через Красногорский, Истринский и Волоколамский районы Московской области до города Волоколамск. В административном отношении, шоссе не является единой трассой и, согласно Постановлению Правительства МО от 5 августа 2008 года № 653/26, состоит из трёх участков: 46К-9011, от МКАД до Дедовска, протяжённостью 35,5 километра, 46К-9012 — протяжённость 60 км (от Дедовска до 95 километра) и 46К-9013 длиной 23 километра (от 95-го км шоссе до конца). У южной окраины Волоколамска шоссе сливается с автодорогой М9 Балтия. До строительства Новорижского шоссе номер М9 носило Рижское шоссе.

## Количество полос
От Москвы до Красногорска дорога состоит из 6-8 полос. От Красногорска до Истры Волоколамское шоссе имеет 4 полосы (по 2 в каждую сторону). От Истры до Волоколамска дорога 2-х полосная.

## Крупные населённые пункты, расположенные вдоль трассы
- Красногорск
- Нахабино
- Дедовск
- Снегири
- Истра
- Новопетровское
- Деньково
- Волоколамск

## Достопримечательности
Красногорск
- усадьба Знаменское-Губайлово
- Церковь Луки, архиепископа Крымского
- Никольский храм
- Церковь св. Николая
- Парк Берёзовая роща
- Красногорский городской парк
- Детский городок (парк)
- Дмитриевская церковь
- Опалиховский лесопарк
- Парк им. Карбышева
- Храм преподобного Святого Максима Исповедника
- Заповедник Лохин остров
- Успенская церковь
- Пантелеймоновская церковь
- Музей антифашистов
- Знаменский храм
- Дом культуры Подмосковье
- Черневская горка

Садки
- Церковь Рождества Иоанна Предтечи в Садках

Ленино
- Ленино-Снегирёвский военно-исторический музей

Истра
- Воскресенский Новоиерусалимский мужской ставропигиальный монастырь

Новопетровское
- Храм апостолов Петра и Павла

114-й километр
- Памятник героям-сапёрам «Взрыв»

#### Дубосеково
- Памятник «28 героев-Панфиловцев»

## В литературе
«Волоколамское шоссе» — повесть Александра Бека, написанная им в 1943—1944 годах.